# Selezioni giovanili della nazionale maschile di pallacanestro del Kosovo
Le selezioni giovanili della nazionale maschile di pallacanestro del Kosovo, sono state gestite dalla Federazione cestistica del Kosovo e partecipavano ai tornei cestistici internazionali maschili per squadre nazionali, limitatamente a specifiche classi d'età.

## Under-20
Rappresenta i migliori giocatori di nazionalità kosovara di età non superiore ai 20 anni. Partecipa a tutte le manifestazioni internazionali giovanili di pallacanestro per nazioni gestite dalla FIBA.
Il suo percorso ha ricalcato per intero quello della nazionale di categoria serba fino al 2015, anno di riconoscimento dell'indidendenza dello Stato e la conseguente nascita della selezione nazionale.

### Partecipazioni
Ha disputato sempre gli Europei di Division B.

## Under-18
Rappresenta i migliori giocatori di nazionalità kosovara di età non superiore ai 18 anni. Partecipa a tutte le manifestazioni internazionali giovanili di pallacanestro per nazioni gestite dalla FIBA.
Il suo percorso ha ricalcato per intero quello della nazionale di categoria serba fino al 2015, anno di riconoscimento dell'indidendenza dello Stato e la conseguente nascita della selezione nazionale.

### Partecipazioni
Ha sempre disputato gli Europei di Division C.

## Under-16
Rappresenta i migliori giocatori di nazionalità kosovara di età non superiore ai 16 anni. Partecipa a tutte le manifestazioni internazionali giovanili di pallacanestro per nazioni gestite dalla FIBA.
Il suo percorso ha ricalcato per intero quello della nazionale di categoria serba fino al 2015, anno di riconoscimento dell'indidendenza dello Stato e la conseguente nascita della selezione nazionale.

### Partecipazioni
Vanta partecipazioni agli europei di Division B e Division C.